# Brychiopontius falcatus
Brychiopontius falcatus is een eenoogkreeftjessoort uit de familie van de Brychiopontiidae. De wetenschappelijke naam van de soort is voor het eerst geldig gepubliceerd in 1974 door Humes.